# Bertrando di Castronovo
Bertrando di Castronovo (o de Castelnau o de Châteauneuf  ) (... – Viviers, 1373) è stato un arcivescovo cattolico francese.

## Biografia
Bertrando discendeva da una nobile famiglia di Châteauneuf (italianizzato in Castronuovo) della diocesi di Mende. Papa Clemente VI lo nominò arcivescovo di Taranto nel 1348. L'anno seguente lo trasferì alla sede di Salerno. L'8 gennaio 1364 papa Urbano V lo nominò arcivescovo di Embrun. Nel 1365 partecipò al Concilio di Apt.
Nel 1365 fu trasferito alla sede di Viviers, che resse fino alla morte, avvenuta nel 1373.

## Successione apostolica
La successione apostolica è:
- Pseudocardinale Pierre-Raymond de la Barrière, C.R.S.A. (1350)